# Henley-in-Arden
Henley-in-Arden este un oraș în comitatul Warwickshire, regiunea West Midlands, Anglia. Orașul se află în districtul Stratford-on-Avon.
1. ↑  , Wikipedia în esperanto https://www.citypopulation.de/en/uk/westmidlands/warwickshire/E63003284__henley_in_arden Lipsește sau este vid: |title= (ajutor)